# Pseudinca fischeri
Pseudinca fischeri är en skalbaggsart som beskrevs av Hermann Julius Kolbe 1895. Pseudinca fischeri ingår i släktet Pseudinca och familjen Cetoniidae. Inga underarter finns listade i Catalogue of Life.